# Krokiew (Wyspa Króla Jerzego)
Krokiew - góra na Wyspie Króla Jerzego w pobliżu Polskiej Stacji Antarktycznej im. H. Arctowskiego. Wysokość bezwzględna wynosi 168 m n.p.m. Od wschodu góra kończy się Urwiskiem Skua, opadającym ku dolinie Potoku Skamieniały Las. Od północy Krokiew oddzielona jest doliną Potoku Geografów od Grani Panorama. Nazwa góry pochodzi od skoczni narciarskiej Wielka Krokiew w Tatrach. 